# Blanche Gardin
Blanche Gardin (Suresnes, 3 april 1977) is een Franse comédienne, actrice en schrijfster.

## Biografie
Gardin werd bekend bij het grote publiek door haar deelname aan de Jamel Comedy Club en door haar rol in de televisieserie WorkinGirls op Canal+, en werd vervolgens populair met haar stand-upshows.
Ze ontving in 2018 de Molière de l'humour voor haar aandeel in Je parle toute seule. Een jaar later won zij de prijs opnieuw, nu voor de voorstelling Bonne nuit Blanche.

### Politieke opvattingen
In 2019 weigerde Gardin de Franse onderscheiding in de Orde van Kunsten en Letteren. Gardin had kritiek op de bezuinigingen die de regering van Macron doorvoerde in de sociale huisvesting en opvang van dak- en thuislozen. Uit protest tegen het beleid weigerde zij de onderscheiding te accepteren.
In 2022 steunde zij Jean-Luc Mélenchon in zijn strijd om het presidentschap van Frankrijk.

### Privéleven
Gardin had een relatie met de Amerikaanse komiek Louis C.K. vanaf november 2018, maar ze gingen uit elkaar in 2019.
- Bibliothèque nationale de France: cb17061602z (data)
- Gemeinsame Normdatei: 122622945X
- International Standard Name Identifier: 0000 0004 5967 5926
- Library of Congress Control Number: no2022079196
- MusicBrainz: 9fa2d1f0-8a62-4ac5-b7bd-12ba6deffe9b
- Réseau des bibliothèques de Suisse occidentale: 02-A024589694
- Système universitaire de documentation: 192752715
- Virtual International Authority File: 13146285471515372091